# Вяртсиля (Финляндия)

Вяртсиля на карте Финляндии

Вяртсиля (фин. Värtsilä) — муниципалитет или община в провинции Северная Карелия, Финляндия. С 1 января 2005 года является частью муниципалитета Тохмаярви.

### Вяртсиля — бывший муниципалитет в Финляндии
Бывший финский муниципалитет, расположенный в Северной Карелии на границе с Россией. Площадь муниципалитета составляла 143,81 км² (7,88 км² водоема). Вяртсиля была присоединена к муниципалитету Тохмаярви в 2005 году. На момент присоединения здесь проживало 663 человека (плотность населения 4,68 жителей/км²).
На территории муниципалитета Вяртсиля пересекались туристические маршруты Голубая дорога, Runotie и Rajatie. Здесь же находились пограничная станция Ниирала и электростанция Вярякоски.
Церковь Вяртсиля, спроектированная Вейкко Ларкасом и построенная в 1950 году, расположена в поселке Уусикюля (Uusikylä), который ранее служил муниципальным центром.

### История
Первое упоминание о Вяртсиля датируется 1400 годом. Самыми старыми деревнями считаются церковная деревня Вяртсиля и Уусикюля.
Этапы развития муниципалитета были тесно связаны с озером Тохмаярви.
В 1830-х годах вдоль реки Янисйоки начала развиваться промышленность. В 1834 году была основана лесопилка. В 1850-х годах Нильсом Людвигом Арппе был основан завод по переработке железной руды. Он состоял из двух доменных печей, холщового молотка и механической мастерской. Позднее завод превратился в машиностроительную компанию Wärtsilä .
В 1865 году Вяртсиля стал церковным приходом образованным при промышленном производстве, который подчинялся приходу Тохмаярви до 1909 года, после чего стал независимым. Муниципалитет получил независимость в 1920 году. Население муниципалитета достигло своего пика (6500 жителей) в 1939 году.
В муниципалитет входили деревни Юванёэнкюля (Juvanjoenkylä), Какункюля или Какунваара (Kakunkylä tai Kakunvaara), Каустаярви (Kaustajärvi), Генералкюля (Generalkylä), Патсола (Patsola), Уусикюля (Uusikylä) и Вяртсиля (Värtsilä).

### Гражданская война в Финляндии (фин. Sisällissota)
Во время Гражданской войны в Финляндии, 8 февраля 1918 года в Вяртсиля состоялось Вяртсильское сражение, которое завершилось победой белых. В сражении погибло 7 шюцкоровцев (белогвардейцев) и 3 члена Вяртсильской Красной гвардии. Это сражение было единственным в Северной Карелии.

### Советско-финская война 1939—1940 годов (Зимняя война, фин. Talvisota)
После начала Зимней войны в 1939 году деревня Кирконкюля (Вяртсиля) подвергалась воздушным бомбардировкам советской Красной Армией из-за своих промышленных объектов. В результате заключения перемирия в 1940 году, новая государственная граница разделила область муниципалитета Вяртсиля на две части. Его западная часть осталась в Финляндии, но большая часть территории муниципалитета (216,2 км²), в том числе деревня Кирконкюля и прилегающие к ней заводские районы, были включены в состав территорий, присоединенных к Советскому Союзу. Большая часть сельского населения переселилась в финноязычный район муниципалитета и в Тохмаярви.

### Советско-финская война 1941—1944 годов (фин. Jatkosota)
В 1941 году при отступлении советских войск во время Советско-Финской войны (1941—1944) финские войска отвоевали Вяртсиля. При отступлении советские войска сожгли церковь в Вяртсиля. Не все местные жители вернулись к местам прежнего проживания, так большая часть из них была занята в промышленности, и многие из них уже работали в других местах. Работу повреждённых промышленных объектов не успели возобновить. Московское соглашение о прекращении огня, которое положило конец войне в 1944 году, потребовало от финнов отступления к границе 1940 года. Оставшаяся в Финляндии часть Вяртсиля образовывала отдельный муниципалитет до 1 января 2005 года, когда муниципалитет был присоединен к Тохмаярви. Церковные приходы были объединены двумя годами раньше в 2003 году.

### Современность
Приходская ассоциация Вяртсиля является совместным действующим органом общественных организаций района Вяртсиля-Тохмаярви.
Традиционные национальные блюда Вяртсиля — это сделанный в форме закрытый пирог из ржаного теста, лепёшки, выпеченные на капустных листах, а также блюдо из поджаренного с маслом и молоком хлеба.